# Mujibur Rahman

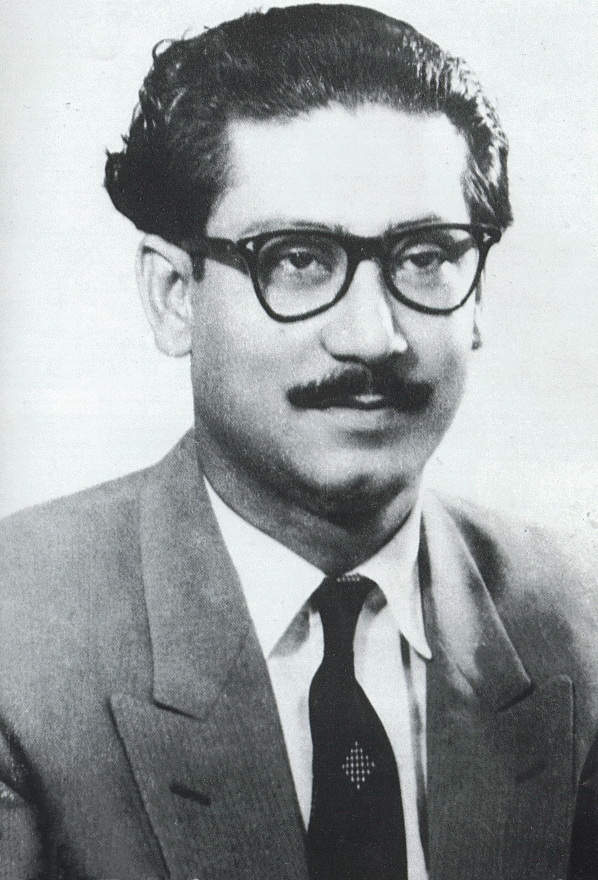
Sheikh Mujibur Rahman (1950)

Sheikh Mujibur Rahman (bengalisch শেখ মুজিবুর রহমান Śēkh Mujibur Rahamān; * 17. März 1920 im Dorf Tungipara, Distrikt Gopalganj; † 15. August 1975 in Dhaka) gilt als Initiator der Unabhängigkeit Ostpakistans vom westlichen Landesteil und der Gründung von Bangladesch. Davor war er ein führender Politiker des ehemaligen östlichen Teils von Pakistan. Gelegentlich wird er mit dem ehrenhaften Titel Bangabandhu bezeichnet.

## Biografie
Seine politische Karriere begann unmittelbar nach der Teilung Britisch-Indiens in die unabhängigen Staaten Pakistan und Indien im Jahre 1947 als Mitgründer der East Pakistan Muslim Students’ League. Die Studentenorganisation galt als Untergruppierung der Muslimliga. Seine säkularen und nationalistischen Ideale bewegten Rahman jedoch bereits 1949 mit anderen zur Gründung der Awami-Liga, die sich für Autonomie und die Unabhängigkeit von Westpakistan einsetzte. Zunächst war er einer der Generalsekretäre der Partei und übernahm nach dem Tod des Parteiführers Huseyn Shaheed Suhrawardy Ende 1963 den Parteivorsitz.
Im Februar 1966 legte Mujibur ein Sechs-Punkte-Programm vor, welches als Ziel hatte, eine Föderation auf Basis der Lahore-Resolution von 1940 zu errichten. Die Zentralregierung betrachtete das Programm als Plan zur Teilung Pakistans. Mujibur wurde 1968 verhaftet, angeklagt und freigesprochen. Die Anklage löste im Dezember 1968 gewalttätige Unruhen in Ostpakistan aus. Am 7. März 1971 erklärte Mujibur in einer Rede, die mittlerweile als Teil des Weltdokumentenerbes von der UNESCO anerkannt wurde, die Unabhängigkeit Bangladeschs. 1972 wurde er nach einem bitteren Unabhängigkeitskrieg gegen die pakistanische Armee, die schwere Menschenrechtsverbrechen gegen die bangladeschische Zivilbevölkerung beging und nach der Intervention indischer Truppen geschlagen werden konnte, Premierminister des neugegründeten Staates Bangladesch.
Seine Regierung richtete sich stark an sozialistischen und nationalistischen Idealen aus, seine Verstaatlichungspolitik führte mit zur Hungerkrise von 1974. Er näherte sich konservativ islamischen Kreisen in Auftreten und Politik an. Seine zunehmend diktatorische Herrschaft vor dem Hintergrund des staatlichen Versagens in der Hungersnot von 1974 und weiteren Versorgungsengpässen führte zum internen Aufstand und zu einem Militärputsch, durch den er am 15. August 1975 gestürzt wurde. Dabei drang eine Gruppe junger Offiziere in seine Residenz ein und ermordete ihn und 34 weitere Personen. Fast seine gesamte Familie befand sich unter den Opfern. Nur zwei Töchter, die sich gerade in der Bundesrepublik Deutschland aufhielten, überlebten. Seine älteste Tochter Hasina Wajed kam 1981 aus dem Exil nach Bangladesch zurück und wurde ebenfalls Führerin der Awami-Liga sowie von 1996 bis 2001 und erneut von 2009 bis 2024 Ministerpräsidentin des Landes.
Sheikh Mujibur Rahman wird unter Hinweis auf seine Rolle während des Unabhängigkeitskampfes von Pakistan als Bangabandhu („Freund Bangladeschs“) betitelt.
Das Bangabandhu Sheikh Mujibur Rahman Novo Theatre in Dhaka trägt seinen Namen.

## Strafrechtliche Aufarbeitung der Ermordung
Gegen mehrere an der Tat beteiligte Personen wurden nach einem politischen Machtwechsel strafrechtliche Ermittlungen eingeleitet, die im Jahr 1998 zur Verurteilung von fünf Männern zum Tode führten. Nach Ausschöpfung des Rechtsweges bis hin zum Obersten Gerichtshof des Landes und der Ablehnung von an den Staatspräsidenten gerichteten Gnadengesuchen wurden fünf Beteiligte am 28. Januar 2010 in einem Gefängnis in Dhaka gehenkt. Am 7. April 2020 wurde Abdul Majed, einer der sechs noch flüchtigen Täter, in Bangladesch verhaftet und wenige Tage später nahe der Hauptstadt Dhaka gehängt.